# Cottocomephoridae
Cottocomephoridae – rodzina małych słodkowodnych ryb z rzędu skorpenokształtnych (Scorpaeniformes). 
Występują w Rosji i Mongolii głównie w jeziorze Bajkał i jego dopływach.
Do rodziny zaliczane są rodzaje:
- Batrachocottus
- Cottocomephorus
- Leocottus
- Paracottus